# 密苏里河
密苏里河（英語：Missouri River），美国主要河流之一，北美洲最长河流，在匯入密西西比河前，长3,767公里，流域面积逾130万平方公里。
密苏里河发源于蒙大拿州黄石公园附近的落基山脉东坡，流经半干旱的大平原，至密苏里州圣路易斯以北汇入密西西比河。
从源头至米尔克河口为上游，穿越落基山区，多峡谷，谷深240～310米；大瀑布城附近形成一连串急流、瀑布，16公里流程内落差达187米。米尔克河口至苏城为中游，谷深90～120米。从苏城至河口为下游，流经平原，河谷浅而开阔。
河水依靠高山雪水和雨水补给。上游流经半干旱地区，年降水量不足380毫米，下游增至1000毫米。河口年均流量2160秒立方。初夏水位最高，冬季最低；季节变化急剧。因流经黄土区，土壤侵蚀严重，河流含沙量大。为大平原重要的灌溉水源。在苏城（Sioux City）以下1200公里可通航。
密苏里河的名称来源于土著印第安人阿尔冈金部落，意为“大独木舟之河”。

## 伸延閱讀
- Committee on Missouri River Ecosystem Science, National Research Council. . National Academies Press. 2002  [2020-04-01]. ISBN 978-0-309-08314-0. （原始内容存档于2020-04-08）.
- Committee on Missouri River Recovery and Associated Sediment Management Issues, National Research Council. . National Academies Press. 2010.
- Kostyal, K.M.; White, Mel; Walker, Paul Robert; Heacox, Kim. . National Geographic Society. 1999. ISBN 978-0-7922-7846-7.
- McNeese, Tim. . Infobase Publishing. 2004. ISBN 978-0-7910-7724-5.